# かみのけ座11番星
かみのけ座11番星（11 Comae Berenices、11 Com）は、かみのけ座の方角にあるスペクトル型G8 IIIの橙色巨星である。位置は、しし座のデネボラの東方でおとめ座ε星までは行かない辺りの、若干北よりにある。視等級は4.74である。
かみのけ座11番星は、質量が太陽の2-3倍という中程度の恒星で、金属量が少なく、鉄の含有量は水素との存在比で太陽の約半分しかない。

## かみのけ座11番星b
2007年、岡山天体物理観測所と北京天文台興隆観測所の共同観測で、かみのけ座11番星の視線速度を精密に測定したところ、約19.4木星質量の亜恒星天体の伴星が約1.3AUの距離を公転していることを発見した。この質量は、内部で重水素が燃焼することができる下限よりも大きく、褐色矮星の範囲とされた。
| 名称 （恒星に近い順） | 質量      | 軌道長半径 （天文単位） | 公転周期 (日) | 軌道離心率 | 軌道傾斜角 | 半径 |
| --------------------- | --------- | ----------------------- | ------------- | ---------- | ---------- | ---- |
| b                     | > 19.4 MJ | 1.29                    | 326.03        | 0.231      | —          | —    |